# 露蕊滇紫草
露蕊滇紫草（学名：Onosma exsertum）为紫草科滇紫草属的植物，为中国的特有植物。分布于中国大陆的四川、贵州、云南等地，生长于海拔1,850米至2,100米的地区，见于空旷草地和松栎林下，目前尚未由人工引种栽培。